# Hotel Transylvania (serie de televisión)
Hotel Transylvania es una serie de televisión animada estadounidense-canadiense producida por Sony Pictures Animation y Nelvana Limited para Corus Entertainment. Se basa en la película de 2012 Hotel Transylvania . Los eventos de la serie tendrán lugar antes de los de la película, centrándose en los años de la adolescencia de Mavis y sus amigos en el Hotel Transilvania. La serie fue estrenada el 25 de septiembre de 2017 en Disney Channel, el 20 de septiembre de 2017 en la APP de Disney Channel, YouTube y VOD.
El 15 de noviembre de 2018, Disney Channel ha confirmado que la serie ha sido renovada para una segunda temporada.

## Sinopsis
Hotel Transylvania: The Series se trata de Mavis y sus amigos que se divierten las aventuras en el hotel antes de la época en la que llega Johnny.

## Personajes
- Mavis es la hija de Drácula y quiere divertirse con sus amigos.
- Drácula es el papá de Mavis, y está ausente en «el negocio oficial del vampiro».
- Tía Lydia es la hermana mayor de Drácula y empuja más orden y tradición en el Hotel cuando Mavis y sus amigos quieren divertirse.
- Hank N Stein el hijo de Frank y Eunice Stein y es uno de los amigos de Mavis.
- Pedro es uno de los amigos de Mavis.
- Wendy Blob es uno de los amigos de Mavis.
- Claws es el Primo de Mavis y quiere hacer quedar mal a Mavis frente a sus amigos.

## Producción
El elenco de voz de Hotel Transylvania: The Series es de Toronto, Canadá, con la agencia de casting de Dayton/Walters, siendo responsable del casting. todos los demás

## Episodios
| Temporada | Temporada | Episodios | Estados Unidos       | Estados Unidos         | Latinoamérica           | Latinoamérica          | España                | España                   |
| Temporada | Temporada | Episodios | Comienzo             | Final                  | Comienzo                | Final                  | Comienzo              | Final                    |
| --------- | --------- | --------- | -------------------- | ---------------------- | ----------------------- | ---------------------- | --------------------- | ------------------------ |
|           | 1         | 26        | 25 de junio de 2017  | 25 de junio de 2018    | 28 de abril de 2018     | 8 de diciembre de 2018 | 30 de octubre de 2017 | 28 de septiembre de 2018 |
|           | 2         | 26        | 8 de octubre de 2019 | 7 de diciembre de 2019 | 31 de diciembre de 2019 | -                      | 21 de octubre de 2019 | -                        |

## Emisión
Sony Pictures Animation con licencia transmitirá Hotel Transylvania: The Series para plataformas en África, Asia, Australia/Nueva Zelanda, Europa (excluyendo Alemania), Latinoamérica, Oriente Medio y Estados Unidos. 
Sony Pictures Television es distribuidor en los Estados Unidos, mientras que Nelvana Enterprises, sucesora de Nelvana International, es la distribuidora internacional de la serie.

### Medios caseros
En 2018, Sony Pictures Home Entertainment firmó un acuerdo con Nelvana para asegurar los derechos de DVD de América del Norte para Hotel Transylvania: The Series. En Canadá, Phase 4 Films publicará pronto la serie en DVD. En Italia, Eagle Pictures publicará pronto la serie en DVD. En Alemania, Just Bridge Entertainment publicará pronto la serie en DVD. En el Reino Unido, Abbey Home Media Group publicará pronto la serie en DVD.